# Tarzan nella valle dell'oro
Tarzan nella valle dell'oro (Tarzan and the Valley of Gold) è un film del 1966 diretto da Robert Day.
Il film vede protagonista l'attore ed ex giocatore di football americano Mike Henry nei panni di Tarzan.